# Joey Styles
Pour les articles homonymes, voir Styles (homonymie).
Joseph Carmine Bonsignore (né le 14 juillet 1971 à Stamford, Connecticut), plus connu sous le pseudonyme de Joey Styles, est un commentateur de catch (lutte professionnelle), plus connu pour son travail à l'Extreme Championship Wrestling (de ses débuts dans les années 1990 à sa fin en 2001). 

## Biographie

### Jeunesse
Dès l'âge de 13 ans, Bonsignore souhaite travailler en tant que commentateur de catch. Après avoir obtenu son diplôme de fin d'études secondaires, il poursuit ses études à l'université Hofstra, où il suit des cours d'audiovisuel. Il travaille ensuite en tant que pigiste pour le magazine Pro Wrestling Illustrated, où il rencontre Paul Heyman, commentateur dans des fédérations du circuit indépendant.